# Bao Guancheng
Bao Guancheng (鮑観澄, 1898-1975) est un membre du gouvernement de l'État du Mandchoukouo qui fut maire de Harbin et ambassadeur au Japon.

## Biographie
Né à Zhenjiang dans la province du Jiangsu, Bao étudie dans sa jeunesse le droit à l'université de Beiyang, puis travaille comme secrétaire au Bureau national de l'alcool et du tabac. Il rejoint la clique du Zhili, puis change de camp pour la clique du Fengtian, mais Zhang Zuolin le fait arrêter pour des accusations de corruption. Il échappe cependant à une peine et devient chef du Bureau téléphonique de Shanghai en 1927. Mais victime d'un coup de poignard, il démissionne et part pour le Nord où il aurait travaillé avec des agents japonais.
Le 28 janvier 1932, quelques mois après l'incident de Mukden, il est nommé maire de Harbin. Le principal évènement de son mandat est une crue centennale en juillet : 50 cm d'eau tombent en 27 jours de pluies continues, détruisant les digues de la rivière Songhua et laissant des centaines de milliers de sans-abris sur ses rives. Bao dirige le comité local contre l'inondation. En réponse, un plaisantin local nommé Pei Xinyuan publie une colonne de journal dans laquelle il surnomme Harbin « Ville d'Abalone », un jeu de mots entre le nom Bao et en allusion aux océans d'eau recouvrant la ville. Pei démissionne de lui-même peu après. Cependant, le mois suivant, Lü Ronghuan est nommé maire à la place de Bao.
Peu après la fin de son mandat, Bao est nommé ambassadeur du Mandchoukouo au Japon. Dans un discours donné avant son départ en septembre 1932, il se moque de la société des Nations qu'il qualifie d'échec et appelle à la création d'une « société des Nations asiatiques » comme alternative. Après la chute du Mandchoukouo en 1945, il se cache à Tianjin, puis dans sa ville natale de Zhenjiang, avant de fuir pour de bon à Hong Kong, où il réside jusqu'à sa mort.